# Epidemiologia molecular
Epidemiologia molecular é um ramo da ciência médica que se preocupa com a "definição, identificação, e monitorização de espécies, subespécies e estirpes patogénicas relevantes por meio de tecnologia molecular e biologia evolutiva". Este ramo surgiu do uso de ferramentas criadas para o estudo da genética populacional em investigações epidemiológicas. 
Os meios epidemiológicos, segundo Forattini  revestem-se de valioso aspecto transferindo ao laboratório as observações necessárias ao entendimento dos processos mórbidos, com foco na busca da teoria causal ou etiológica. Para ele esse campo do conhecimento, além dos princípios da genética e estatísticas ou análises no plano populacional inclui a perspectiva de análise da biologia molecular ou seja lança mão dos mesmos princípios que orientam a compreensão das reações das células vivas e dos desarranjos bioquímicos que subjazem ao estudo das doenças e da identificação das populações.

## Ver também

DNA.

## Leitura complementar
- Riley, Lee W. Molecular epidemiology of infectious diseases: principles and practices.  Washington, ASP Press, 2004 Google Books Jul. 2011
- Leitner, Thomas. The molecular epidemiology of human viruses. Massachusetts, Kluwer Academic Publisher. 2002  Google Books Jul. 2011
- Wild, Chris; Vineis, Paolo; Garte, Seymour J. Molecular epidemiology of chronic diseases. England, John Wiley Sons, 2008 Google Books Jul. 2011
- Khoury, Muin J. Human genome epidemiology: building the evidence for using genetic information to improve health and prevent disease. NY, Oxford University Press, 2010 Google Books Jul. 2011
- Porta M, editor. Greenland S, Hernán M, dos Santos Silva I, Last JM, associate editors (2014). "A dictionary of epidemiology", 6th. edition. New York: Oxford University Press. Look Inside ISBN 9780199976737